# Псалом 119
Псалом 119 (у масоретській нумерації — 120) — 119-й псалом Книги псалмів. Він належить до одного із 15 псалмів, які починаються словами «Висхідна пісня» (Shir Hama'a lot).  

## Структура
1. Вірш: Озвучення теми. Псалмоспівець упевнений, що його Господь Тетраграматон може врятувати його зі скрути.
2. Вірш 2: Псалмоспівець взиває своє прохання до Господа, щоб Він врятував його від ворогів. Вони завдають йому шкоди через свої неправдиві слова.
3. Вірші 3–4: Псалмоспівець бажає своїм ворогам, щоб їх спіткало те саме, чим вони йому погрожують.
4. Вірші 5–7: Псалмоспівець скаржиться на свою безсилість у чужому і ворожому світі.[1]

## Текст
| Вірш | Гебрейська мова                                | Давньогрецька мова (Септуаґінта)                                                         | Латинська мова (Вульгата)                                                             | Українська мова (Переклад Хоменка)                                     |
| ---- | ---------------------------------------------- | ---------------------------------------------------------------------------------------- | ------------------------------------------------------------------------------------- | ---------------------------------------------------------------------- |
| 1    | שִׁיר, הַמַּעֲלוֹת: אֶל-יְהוָה, בַּצָּרָתָה לִּי-- קָרָאתִי, וַיַּעֲנֵנִי | ᾿Οιδὴ τῶν ἀναβαθμῶν. Πρὸς κύριον ἐν τῷ θλίβεσθαί με ἐκέκραξα, καὶ εἰσήκουσέν μου.        | Canticum graduum. [Ad Dominum cum tribularer clamavi, et exaudivit me.                | Висхідна пісня. До Господа взиваю в моїй скруті, він мені відповідає.  |
| 2    | יְהוָה - הַצִּילָה נַפְשִׁי, מִשְּׂפַת-שֶׁקֶר: מִלָּשׁוֹן רְמִיָּה        | κύριε, ῥῦσαι τὴν ψυχήν μου ἀπὸ χειλέων ἀδίκων καὶ ἀπὸ γλώσσης δολίας.                    | Domine, libera animam meam a labiis iniquis et a lingua dolosa.                       | Господи, визволь від уст брехливих мою душу, від підступного язика.    |
| 3    | מַה-יִּתֵּן לְךָ, וּמַה-יֹּסִיף לָךְ-- לָשׁוֹן רְמִיָּה             | τί δοθείη σοι καὶ τί προστεθείη σοι πρὸς γλῶσσαν δολίαν;                                 | Quid detur tibi, aut quid apponatur tibi ad linguam dolosam?                          | Що тобі дати, що придати тобі, язику підступний?                       |
| 4    | חִצֵּי גִבּוֹר שְׁנוּנִים; עִם, גַּחֲלֵי רְתָמִים                | τὰ βέλη τοῦ δυνατοῦ ἠκονημένα σὺν τοῖς ἄνθραξιν τοῖς ἐρημικοῖς.                          | Sagittæ potentis acutæ, cum carbonibus desolatoriis.                                  | Стріли вояка гострі й вугілля дрокове.                                 |
| 5    | אוֹיָה-לִי, כִּי-גַרְתִּי מֶשֶׁךְ; שָׁכַנְתִּי, עִם-אָהֳלֵי קֵדָר       | οἴμμοι, ὅτι ἡ παροικία μου ἐμακρύνθη, κατεσκήνωσα μετὰ τῶν σκηνωμάτων Κηδαρ.             | Heu mihi, quia incolatus meus prolongatus est! habitavi cum habitantibus Cedar;       | Горе мені, що я чужинець у Мешесі, що перебуваю біля шатер кедарських! |
| 6    | רַבַּת, שָׁכְנָה-לָּהּ נַפְשִׁי-- עִם, שׂוֹנֵא שָׁלוֹם              | πολλὰ παρῴκησεν ἡ ψυχή μου.                                                              | multum incola fuit anima mea.                                                         | Довго жила моя душа між тими, що мир ненавидять.                       |
| 7    | אֲנִי-שָׁלוֹם, וְכִי אֲדַבֵּר; הֵמָּה, לַמִּלְחָמָה                | μετὰ τῶν μισούντων τὴν εἰρήνην ἤμην εἰρηνικός· ὅταν ἐλάλουν αὐτοῖς, ἐπολέμουν με δωρεάν. | Cum his qui oderunt pacem eram pacificus; cum loquebar illis, impugnabant me gratis.] | Я — ввесь за мир; коли ж говорю, вони — за війну.                      |

## Літургійне використання

### Юдаїзм
- Псалом 119 читають після молитви «Мінха», між Сукотом і святом Shabbat Hagadol.

### Католицька церква
Згідно Статуту Бенедикта 530 AD, цей псалом традиційно співали чи читали на Богослужіннях з вівторка по суботу, за яким слідували псалом 120 та 121. Неділя і понеділок були присвячені псалому 118, який є найдовшим псаломом із 150 псалмів. 
На Літургії годин псалом 119 співають або читають на вечірніх понеділка четвертого тижня.

## Використання у музиці
Псалом 119 латинською мовою був покладений на музику такими композиторами:
- Ноель Баулдевейн, мотети
- Леандро Галлерано, (1643)
- Генріх Шютц, «Cantiones Sacrae» (1625), SWV 71
- Йоганн Розенмюллер
- Ганс Лео Гасслер, мотети
- Юліус Ван Нуффель (1936)
- Отто Олссон, для акапельного хору, (1919), Op. 40